# Resele
Resele (Officieel Resele och Myre) is een parochie in de gemeente Sollefteå in het landschap Ångermanland en de provincie Västernorrlands län in Zweden. De plaats heeft 540 inwoners (2022) en een oppervlakte van 34 hectare. De plaats ligt aan de rivier de Ångermanälven. 
Het dorp heeft een kerk, supermarkt, restaurant, sportvereniging en een basisschool. 
Het dorp heeft meerdere aansluitingen op de Riksväg 90, die van Vilhelmina naar Kramfors loopt. Verder rijden er vier bussen per dag, 's ochtends rijden twee bussen richting Sollefteå en 's avonds rijden er een bus richting Junsele en een bus richting Näsåker. 